# Julius Hopf
Julius Hopf (* 20. Oktober 1839 in Gotha; † 12. Juli 1886 ebenda) war Versicherungsbevollmächtigter und Mitglied des Deutschen Reichstags.

## Leben
Julius Hopf war der Sohn von Gustav und Marie Hopf, geb. Henneberg. Seine juristischen Studien machte er nach Absolvierung des Gothaer Gymnasiums in Berlin und Göttingen, worauf er in den gothaischen Justizdienst eintrat. Er wurde 1875 Banksekretär in der Verwaltung der Feuerversicherungsbank in Gotha. Als sein Schwager August Gier, der Bevollmächtigter der Feuerversicherungsbank war, 1879 unheilbar erkrankte, rückte er in dessen Stellung ein. 1880 erkrankte auch er an einem Lungenleiden, das auch ein längerer Aufenthalt in Soden, San Remo und Falkenstein nicht heilte. Seine erste Gemahlin, Gertrud geb. Besser, hatte er bereits 1875 verloren, seit 1877 war er vermählt mit Anna geb. Lorenz. Er hinterließ einen Sohn und drei Töchter.
1877 wurde er für den Reichstagswahlkreis Herzogtum Sachsen-Coburg-Gotha 2 (Gotha) in den deutschen Reichstag gewählt, dem er bis zu dessen Auflösung 1878 für die nationalliberale Partei angehörte. Er kandidierte nicht erneut.